# 賽托科查湖 (卡瓦尼利亞斯區)
15°54′13″S 70°32′26″W / 15.90361°S 70.54056°W
賽托科查湖（Sayt'uqucha），是秘魯的湖泊，位於該國東南部普諾大區，由聖羅曼省的卡瓦尼利亞斯區負責管轄，該湖泊處於薩拉科查湖東南面。